# Blackfield & Langley FC
Blackfield & Langley FC (celým názvem: Blackfield & Langley Football Club) je anglický fotbalový klub, který sídlí ve vesnici Blackfield v nemetropolitním hrabství Hampshire. Založen byl v roce 1935. Od sezóny 2018/19 hraje v Southern Football League Division One South (8. nejvyšší soutěž). Klubové barvy jsou zelená a bílá.
Své domácí zápasy odehrává na stadionu Gang Warily Recreation Ground s kapacitou 1 500 diváků.

## Získané trofeje
- Southampton Senior Cup ( 2× )
  - 1946/47, 1997/98

## Úspěchy v domácích pohárech
Zdroj:
- FA Cup
  - 4. předkolo: 2012/13
- FA Vase
  - 4. kolo: 2012/13, 2013/14

## Umístění v jednotlivých sezonách
Stručný přehled
Zdroj:
- 1978–1979: Hampshire League (Division Three)
- 1979–1980: Hampshire League (Division Four)
- 1980–1982: Hampshire League (Division Three)
- 1982–1985: Hampshire League (Division Two)
- 1985–1999: Hampshire League (Division One)
- 1999–2000: Hampshire League (Premier Division)
- 2000–2004: Wessex Football League
- 2004–2006: Wessex Football League (Division Two)
- 2006–2009: Wessex Football League (Division One)
- 2009–2018: Wessex Football League (Premier Division)
- 2018– : Southern Football League (Division One South)

Jednotlivé ročníky
Zdroj:
Legenda: Z - zápasy, V - výhry, R - remízy, P - porážky, VG - vstřelené góly, OG - obdržené góly, +/- - rozdíl skóre, B - body, červené podbarvení - sestup, zelené podbarvení - postup, fialové podbarvení - reorganizace, změna skupiny či soutěže
| Sezóny  | Liga                                          | Úroveň | Z  | V  | R  | P  | VG  | OG | +/- | B   | Pozice |
| ------- | --------------------------------------------- | ------ | -- | -- | -- | -- | --- | -- | --- | --- | ------ |
| 2009/10 | Wessex Football League (Premier Division)     | 9      | 42 | 20 | 6  | 16 | 74  | 68 | +6  | 66  | 8.     |
| 2010/11 | Wessex Football League (Premier Division)     | 9      | 42 | 16 | 7  | 19 | 55  | 62 | -7  | 55  | 14.    |
| 2011/12 | Wessex Football League (Premier Division)     | 9      | 42 | 12 | 7  | 23 | 63  | 79 | -16 | 43  | 16.    |
| 2012/13 | Wessex Football League (Premier Division)     | 9      | 40 | 31 | 6  | 3  | 100 | 31 | +69 | 99  | 1.     |
| 2013/14 | Wessex Football League (Premier Division)     | 9      | 42 | 23 | 9  | 10 | 81  | 57 | +24 | 78  | 6.     |
| 2014/15 | Wessex Football League (Premier Division)     | 9      | 40 | 21 | 10 | 9  | 83  | 44 | +39 | 73  | 5.     |
| 2015/16 | Wessex Football League (Premier Division)     | 9      | 40 | 26 | 5  | 9  | 92  | 45 | +47 | 83  | 3.     |
| 2016/17 | Wessex Football League (Premier Division)     | 9      | 42 | 26 | 5  | 11 | 96  | 47 | +49 | 83  | 4.     |
| 2017/18 | Wessex Football League (Premier Division)     | 9      | 42 | 31 | 7  | 4  | 118 | 28 | +90 | 100 | 1.     |
| 2018/19 | Southern Football League (Division One South) | 8      | 38 |    |    |    |     |    |     |     |        |